# フォート (コロンボ)
フォート（シンハラ語: කොටුව、タミル語: கோட்டை、英語: Fort）は、スリランカの都市コロンボの一地域。市の中心地域であり、コロンボ証券取引所 (CSE) やワールド・トレード・センターといった商業・金融施設が集中している。また、セイロン銀行の本店もこの地区に位置している。フォート地区の海岸沿いには、イギリス統治下の1859年に当時のセイロン総督ヘンリー・ジョージ・ワードにより作られたゴール・フェイス・グリーンという緑地帯が広がっている。地域にはその他にも、中央郵便局、ホテル、政府機関それにオフィスが建ち並んでいる。

## 歴史

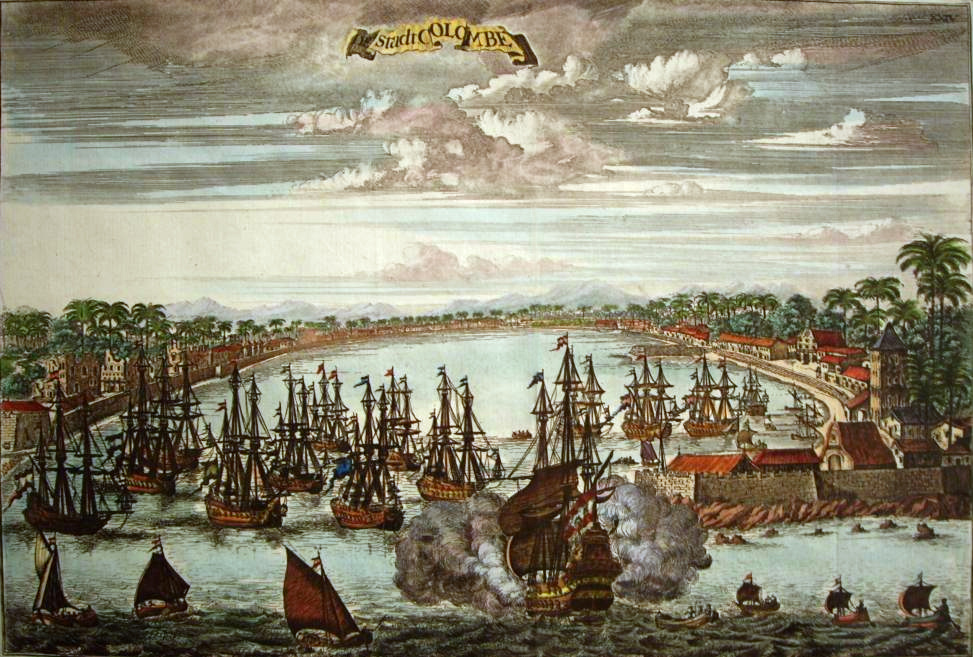
オランダ時代のコロンボ（1680年）

Kolonthota（ケラニ川の港の意）として知られていたこの地に重要な変化が起こるのは16世紀初頭である。この地域はポルトガルの勢力が最初に上陸した場所であり、彼らのこの島における交易拠点の一つとなった。ポルトガルはこの地に要塞（フォート）を建築したが、1656年にはオランダにより征服され、今度は彼らの貿易と資源を守るために用いられるようになった。コロンボがこの島におけるオランダ統治の中心地域として発展していくに従い、海と内陸からの脅威に対抗するため要塞も強化されていった。オランダはポルトガル時代に建てられた要塞を一部取り壊し、湖と海に囲まれた土地という条件を生かした強固な要塞へと再構築を行った。その結果、この要塞はオランダと内陸のシンハラ王国との衝突において重要な軍事基地となり、幾度もの包囲においても陥落を免れた。
1815年のキャンディ条約において島の統治がオランダからイギリスに移ると、コロンボはその首都とされ、フォート地区が統治の中心地となった。その後長らく直接的な軍事的脅威が無かったことから、1870年には都市開発の妨げになるとして要塞は取り壊された。オランダ時代の建築物もまた多くが取り壊され、イギリスの植民地統治にあった建築物へと置き換えられた。
要塞（フォート）は取り壊されたもののフォートという呼び名は残り、以後もこの地区はその名で呼ばれることとなる。イギリス統治の中心地として、また後には自治の高まりに伴い立法評議会や国家評議会といった多くの建築物がフォート地区に建築された。行政の中心であることから、フォート地区は経済の中心地としても発展していった。独立後も政府中枢の多くは引き続きフォート地区に位置していた。しかし、行政機構の拡大に伴い、1980年代に入り政府は省庁の新首都スリジャヤワルダナプラコッテへの移転を始めた。移転の手始めとして、まず旧国家評議会にて開かれていた国会がスリジャヤワルダナプラコッテに移された。だが、政府機関の完全な移転は2012年現在完了しておらず、まだ多くの重要な機関がこの地に残されている。

## 建築物とランドマーク
フォート地区には様々な時代の建造物が混在している。まずこの地区で最も有名な住宅は、大統領官邸である。ついで現在は大統領官邸の一部となっているゴードン ガーデンがある。これらの住居は元々オランダ時代に総督の住居として建てられたもので、後にイギリス総督の住居となり、そのため1972年まではクイーンズ・ハウスとして知られていた。大統領事務局はネオバロック調の旧国会議事堂（旧国家評議会）に存在している。その他にもゼネラル・トレジャリー・ビルディングに財務・計画省が、リパブリック・ビルディングに外務省がといったように、いくつかの重要な政府機関がいまだこの地に残されている。スリランカ海軍の本部であるSLNS Parakramaはフラッグスタッフ・ストリートに沿って位置しており、ジャナーディパティ・マーワタ（またはクイーンズ・ストリート）沿いにはスリランカ中央銀行と旧中央郵便局が位置している。その他にも、セントラル・テレグラフ・オフィス、警察署本部、コロンボ市警察ビル、スリランカ港務局ビル、タイムス・ビルディングにカーギル&ミラー・ビルディングといった建築物が地区の各所に存在している。
フォート地区には多くの銀行や企業の本店・本社も集まっており、コロンボの商業・金融の中心地を構成している。こうした銀行としてはセイロン銀行、HSBC、インドステイト銀行、スタンダードチャータード銀行、セイラン銀行、サンパス銀行、ハットンナショナル銀行、人民銀行それにセイロン商業銀行が存在する。ワールド・トレード・センターは市内で最も高いビルであり、コロンボ証券取引所を始めとして、多くの有力企業がここに拠点を構えている。スリランカ・テレコムやCeylinco HouseのCeylinco Consolidatedの本社もWTCに存在する。またフォートにはグランド・オリエンタル・ホテル、コロンボ・ヒルトン、コロンボ・インターコンチネンタル、ガラダリ・メリディアンそれにコロンボ・シティ・ホテルといった多くのホテルも軒を構えている。フォート地区の有名なランドマークとしては、旧コロンボ灯台、コロンボ灯台、オールド・ダッチ・ホスピタルそれにサムボーディ・チェーティア寺院が存在する。 
フォート地区の北部はコロンボ港と接している。その付近にはスリランカ港務局、スリランカ税関、バンダラナイケ埠頭それにクイーンエリザベス埠頭が存在する。

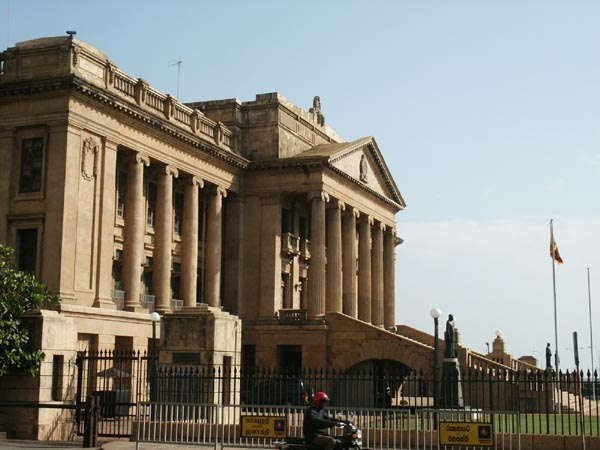
旧国会議事堂
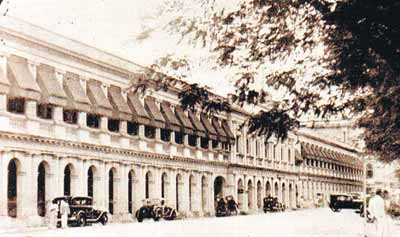
リパブリック・ビルディング
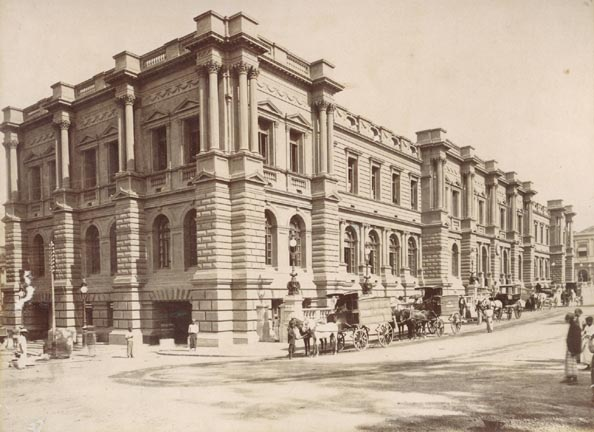
旧中央郵便局
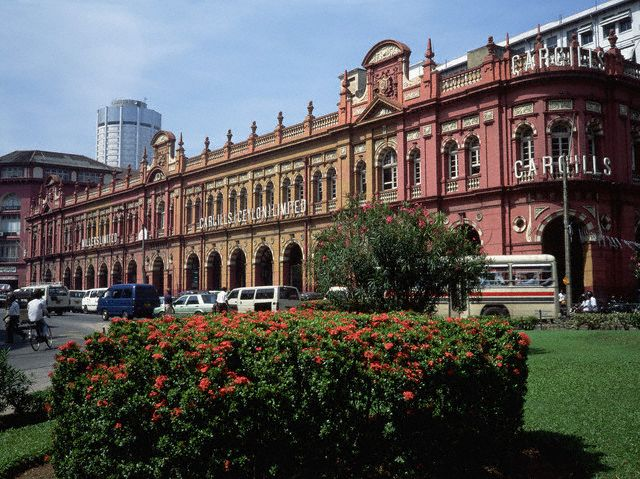
歴史的なカーギル&ミラー・ビルディング
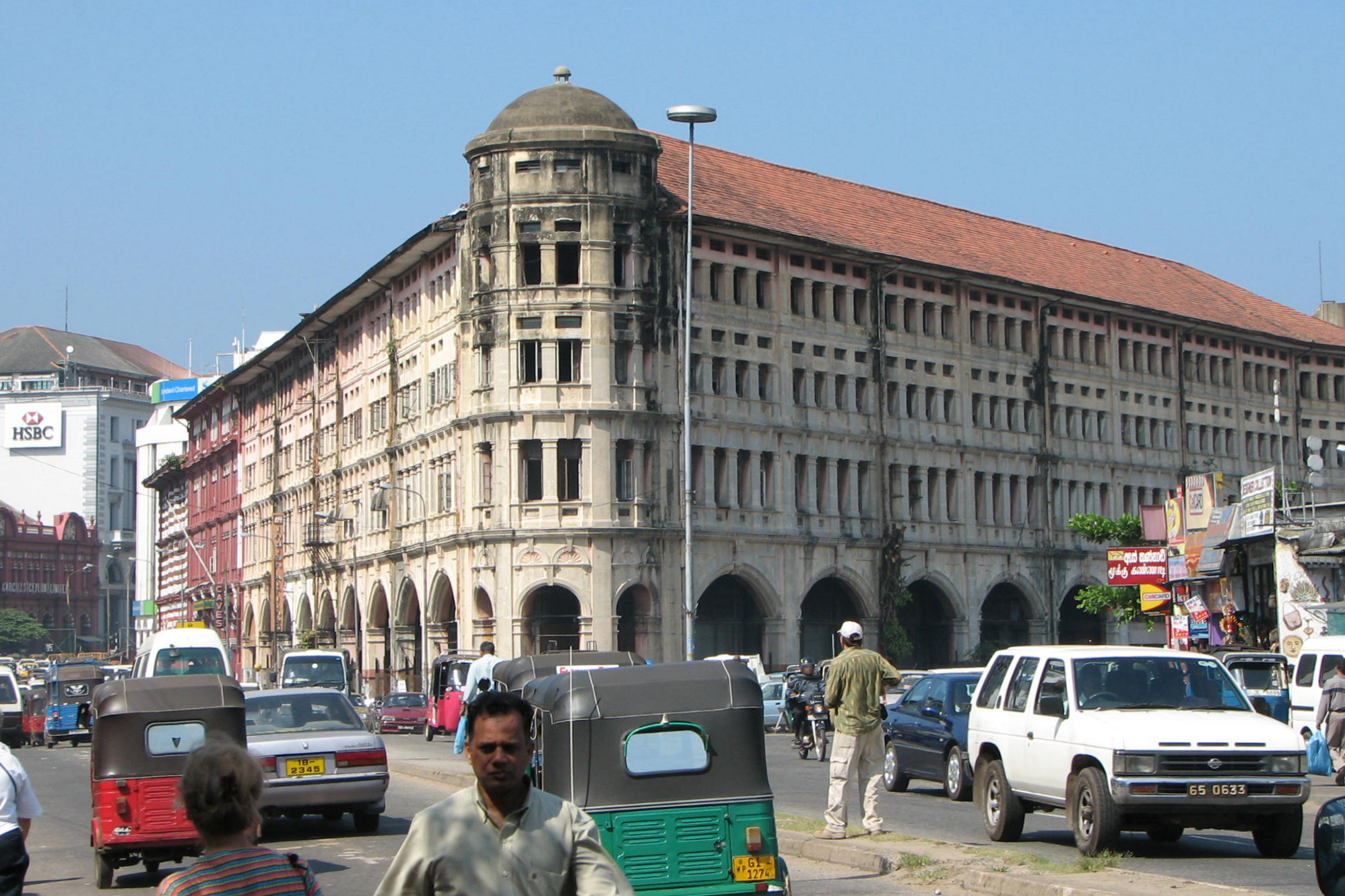
フォートのメインストリートとガッフール・ビルディング